# I. Zsigmond lengyel király
I. Zsigmond (lengyelül: Zygmunt I, litvánul: Žygimantas II; Kozienice, Lengyelország, 1467. január 1. – Krakkó, Lengyelország, 1548. április 1.), Lengyelország királya és Litvánia nagyfejedelme 1506-től 1548-as haláláig. Ő volt a korábbi I. János Albert és Sándor lengyel király fiatalabb testvére. Hosszú életkora és több mint negyvenegy éves uralkodása okán az Öreg Zsigmond (lengyelül: Zygmunt Stary, litvánul: Žygimantas Senasis) ragadványnévvel illetik, ezzel is megkülönböztetve fiától és örökösétől, a későbbi II. Zsigmondtól. A Jagelló-ház tagja.
Zsigmond 1467-ben született IV. Kázmér lengyel király és Ausztriai Erzsébet királyné gyermekeként. Tizenhárom testvére közül ő volt az ötödik fiúgyermek, így nem volt várható, hogy valaha is elfoglalja az ország trónját. Zsigmond legidősebb testvére és apjuk örököse II. Ulászló előbb cseh, majd magyar és horvát király lett Podjebrád György és Hunyadi Mátyás utódaként. Amikor apjuk 1492-ben elhunyt, országát megosztotta két idősebb fia között: I. János Albert lengyel király, míg Sándor litván nagyfejedelem lett. János Albert 1501-es halálát követően Sándor örökölte a lengyel koronát is, majd az ő 1506-os váratlan elhunyta után a trón az akkor harminckilenc éves Zsigmondra szállt.
Uralkodása alatt végleg a Lengyel Királysághoz csatolta Mazóviát és Varsót, továbbá biztosította országa számára, hogy a lutheránus unokaöccse, Brandenburgi Albert által megalapított Porosz Hercegség a Lengyel Királyság hűbérese legyen. Zsigmond hadvezére, Jan Tarnowski vezetése alatt legyőzte a Moldvát az obertini csata során, valamint sikeresen lépett fel a Moszkvai Nagyfejedelemséggel szemben is, így erősítve meg országa keleti határait. Negyvenkét éves uralkodása döntő hatást tett a lengyel építészetre, gasztronómiára, a nyelvre és szokásokra is, különösen második felesége, Bona Sforza királyné hatására. Az itáliai stílusok meghonosításának következtében Zsigmond uralkodását szokás a „lengyel reneszánsz csúcsának” és a „lengyel aranykornak” is nevezni. A korábbi lengyel fizetőeszközön, a 200 złotys bankjegyen az ő képmása volt megtalálható.
Zsigmond kétszer házasodott, első felesége a magyar nemesi származású Szapolyai Borbála volt, míg második felesége a milánói herceg, Gian Galeazzo Sforza leánya, Bona Sforza lett. Második házasságából származó egyetlen felnőttkort megélt fiát, Zsigmond Ágostot 1529-ben, még életében koronáztatta királlyá (latinul: Vivente rege), aki apja 1548-as halálát követően foglalta el a lengyel trónt.

## Élete

### Út a trónig
1467. január 1-jén született IV. Kázmér lengyel király és Habsburg Erzsébet magyar hercegnő ötödik fiaként. Néhány évet legidősebb bátyja, II. Ulászló magyar király budai udvarában töltött (1498-1502), akitől 1499-ben Oppeln és Glogau sziléziai hercegségeket kapta. 1504-ben luzsicai (lausitzi) őrgróf és egész Szilézia kormányzója lett. Igazságszolgáltatási és közigazgatási reformjaival hamarosan valódi mintaállamokká alakították át ezeket a területeket.
Mivel édesapjukat, IV. Kázmért a lengyel trónon követő fivérei, János Albert, majd Sándor gyermektelenül haltak meg, 1506-ban a lengyel és a litván trónt örökölte. 1507. január 24-én koronázta meg Andrzej Boryszewski gnieznói püspök a krakkói Wawelben.

### Uralkodása
Adó- és monetáris reformjai ellenére gyakran összeütközésbe került a lengyel országgyűléssel a királyi hatalom kiterjesztése miatt. Az országgyűlés követelésére 1512-ben feleségül vette a magyar Szapolyai István nádor leányát,  Szapolyai Borbálát, hogy biztosítsa a védelmi szövetséget, és örököst nemzzen. A fenyegető török veszéllyel szemben kezdetben bátyjával, II. Ulászlóval és a magyar rendekkel akart védő- és támadószövetségre lépni, ez is hozzávezetett a házassághoz. A frigyből nem született fiú utód, és Borbála már 1515-ben meghalt. Még ugyanez évben a pozsonyi találkozón I. Miksa német-római császárral kötött szerződést, és az ő ajánlására vette feleségül 1518-ban Bona Sforza milánói hercegnőt.
A Moszkvai Nagyfejedelemség elleni háborúban 1514-ben elvesztette Szmolenszket.  Zsigmond serege, amelyet fő tanácsadója és parancsnoka Jan Tarnowski vezetett, 1521-ben legyőzte a Kelet-Poroszországot hatalma alatt tartó Német Lovagrendet. 1525-ben a Lovagrend nagymestere, Brandenburgi Albert evangélikus vallásra tért át, és vállalta, hogy hűbéresküt tesz Zsigmondnak, ha megkapja Poroszország világi hercegségének címét. Ezután Albert feloszlatta a rendet, és a Porosz Hercegség lengyel fennhatóság alá került. 1529-ben utolsó Piast-házi hercegének halála után a Mazóviai Hercegséget Lengyelországhoz csatolta.
Bátyja, II. Ulászló halála után 1516-ban a kiskorú II. Lajos egyik gyámja lett, akinek 1526-ban a mohácsi csata előtt néhány ezer zsoldost küldött segítségül. A mohácsi csata után mint békeközvetítő fáradozott I. Ferdinánd és Szapolyai János között, majd a menekülő Szapolyainak 1528-ban menedéket nyújtott a lengyelországi Tarnów várában. Később feleségül adta hozzá Izabella nevű leányát (1539).
1531-ben moldvai csapatok támadták meg országát, de Tarnowski, aki leverte őket a obertini csatában. A Szapolyai oldalán hadakozó IV. Péter moldvai fejedelem így vereséget szenvedett.
1535-ben Tarnowski a Moszkvai Nagyfejedelemség csapatai felett aratott győzelmet, ily módon biztosítva Lengyelország keleti határait.
Megreformálta a lengyel jogrendet és a közigazgatást. A királyi hatalom megerősítésére irányuló pénzügyi és hadi reformjai azonban a lengyel nemesség ellenállásán meghiúsultak. Olasz művészeteket hozatott Krakkóba, s ezzel döntő szerepet játszott az itáliai reneszánsz meghonosításában. Bár hithű katolikus volt, vallási türelmet gyakorolt az ortodox keresztények iránt, és királyi védelemben részesítette a zsidókat. Kezdetben élénken ellenőrizte a lutheránus (evangélikus) vallást, később azonban beletörődött a reformáció lengyelországi térhódításába.
1548. április 1-jén Krakkóban halt meg. A trónon fia, az 1530-ban társkirállyá választott II. Zsigmond Ágost követte, de helyette Bona Sforza özvegy királyné ragadta magához az uralmat, és egészen 1556-ig ő irányította az ügyeket.

## Házasságai és gyermekei
Szeretőjétől, Katarzyna Telniczankától (†1528) születtek első ízben gyermekei, akivel valószínűleg 1498-ban házasságot is kötött, de ez nem volt biztos kapcsolat.
- János Albert (*Krakkó, 1499. január 8.; †Poznań, 1538. február 18.), Vilnius és Poznań püspöke
- Regina (*1500; †1526. május 20.)
- Katalin (*1503; †1548. szeptember 9. után)

1512-ben feleségül vette Szapolyai Borbálát, Szapolyai János erdélyi vajda, utóbb magyar király húgát. A házasságból két leánygyermek született:
- Hedvig (*Poznań, 1513. március 15.; †Neuruppin, Brandenburg, 1573. február 7.)
- Anna (*1515. július 1.; †1520. május 8.)

Felesége már 1515. október 2-án meghalt, és Zsigmond 1518-ban, 50 évesen harmadszor is megnősült, I. Miksa német-római császár ajánlására Sforza Bona milánói hercegnőt vette feleségül. A házasságból egy fiú- és négy leánygyermek született:
- Izabella (*Krakkó, 1519. január 18.; †Gyulafehérvár, 1559. szeptember 15.), 1540-től Szapolyai János magyar király felesége
- Zsigmond Ágost (*Krakkó, 1520. augusztus 1.; †Knyszyn, 1572. július 7.), Lengyelország királya és Litvánia nagyfejedelme
- Zsófia (*Krakkó, 1522. július 13.; †Schöningen, 1575. május 28.), 1556-tól II. Henrik braunschweig-wolfenbütteli herceg felesége
- Anna (*Krakkó, 1523. október 18.; †Varsó, 1596. szeptember 9.), 1576-tól Báthory István erdélyi fejedelem felesége
- Katalin (*Krakkó, 1526. november 1.; †Stockholm, 1583. szeptember 16.), 1562-től III. János svéd király felesége, III. Zsigmond lengyel király anyja

## Családfa
| II. Ulászló lengyel király sz. kb. 1351. † 1434. VI. 1. | II. Ulászló lengyel király sz. kb. 1351. † 1434. VI. 1. |                                                           |                                                           | Holszański Zsófia sz. kb. 1405. † 1461. IX. 21. | Holszański Zsófia sz. kb. 1405. † 1461. IX. 21. |  |  | Habsburg Albert sz. 1397. VIII. 16. † 1439. X. 27. | Habsburg Albert sz. 1397. VIII. 16. † 1439. X. 27. |                                               |                                               | Luxemburgi Erzsébet 1) sz. 1409. X. 7. † 1442. XII. 19. | Luxemburgi Erzsébet 1) sz. 1409. X. 7. † 1442. XII. 19. |
|                                                         |                                                         |                                                           |                                                           |                                                 |                                                 |  |  |                                                    |                                                    |                                               |                                               |                                                         |                                                         |
|                                                         |                                                         |                                                           |                                                           |                                                 |                                                 |  |  |                                                    |                                                    |                                               |                                               |                                                         |                                                         |
|                                                         |                                                         | IV. Kázmér lengyel király sz. 1427. XI.30. † 1492. VI. 7. | IV. Kázmér lengyel király sz. 1427. XI.30. † 1492. VI. 7. |                                                 |                                                 |  |  |                                                    |                                                    | Habsburg Erzsébet sz. 1436. † 1505. VIII. 30. | Habsburg Erzsébet sz. 1436. † 1505. VIII. 30. |                                                         |                                                         |
|                                                         |                                                         |                                                           |                                                           |                                                 |                                                 |  |  |                                                    |                                                    |                                               |                                               |                                                         |                                                         |
|                                                         |                                                         |                                                           |                                                           |                                                 |                                                 |  |  |                                                    |                                                    |                                               |                                               |                                                         |                                                         |
|                                                         |                                                         |                                                           |                                                           |                                                 |                                                 |  |  |                                                    |                                                    |                                               |                                               |                                                         |                                                         |

| 1 Katarzyna Telniczanka sz. ? † 1528. OO XV sz.(nem biztos kapcsolat) | 1 Katarzyna Telniczanka sz. ? † 1528. OO XV sz.(nem biztos kapcsolat) | 2 Szapolyai Borbála sz. 1495. † 1515. X. 2. OO 8 II 1512 | 2 Szapolyai Borbála sz. 1495. † 1515. X. 2. OO 8 II 1512 | I. Öreg Zsigmond sz. 1467. I. 1. † 1548. IV.1.   | I. Öreg Zsigmond sz. 1467. I. 1. † 1548. IV.1.   | 3 Sforza Bona sz. 1494. II. 2. † 1557. XI. 19. OO 1518. IV. 18. | 3 Sforza Bona sz. 1494. II. 2. † 1557. XI. 19. OO 1518. IV. 18. |                                                  |                                                  |
|                                                                       |                                                                       |                                                          |                                                          |                                                  |                                                  |                                                                 |                                                                 |                                                  |                                                  |
|                                                                       |                                                                       |                                                          |                                                          |                                                  |                                                  |                                                                 |                                                                 |                                                  |                                                  |
|                                                                       | 1                                                                     |                                                          | 1                                                        |                                                  | 1                                                |                                                                 | 2                                                               |                                                  | 2                                                |
| János Albert sz. 1499. I. 8. zm. 1538. II. 18.                        | János Albert sz. 1499. I. 8. zm. 1538. II. 18.                        | Regina sz. kb. 1500. † 1526. V. 20.                      | Regina sz. kb. 1500. † 1526. V. 20.                      | Katalin sz. kb. 1503. † 1548. IX. 9. után        | Katalin sz. kb. 1503. † 1548. IX. 9. után        | Jagelló Hedvig sz. 1513. III. 15. † 1573. II. 7.                | Jagelló Hedvig sz. 1513. III. 15. † 1573. II. 7.                | Anna sz. 1515. VII. 1. † 1520. V.8.              | Anna sz. 1515. VII. 1. † 1520. V.8.              |
|                                                                       | 3                                                                     |                                                          | 3                                                        |                                                  | 3                                                |                                                                 | 3                                                               |                                                  | 3                                                |
| Jagelló Izabella 2) sz. 1519. I. 18. † 1559. IX. 15.                  | Jagelló Izabella 2) sz. 1519. I. 18. † 1559. IX. 15.                  | II. Zsigmond Ágost sz. 1520. VIII. 1. † 1572. VII. 7.    | II. Zsigmond Ágost sz. 1520. VIII. 1. † 1572. VII. 7.    | Jagelló Zsófia sz. 1522. VII. 13. † 1575. V. 28. | Jagelló Zsófia sz. 1522. VII. 13. † 1575. V. 28. | Jagelló Anna sz. 1523. X. 18. † 1596. IX. 9.                    | Jagelló Anna sz. 1523. X. 18. † 1596. IX. 9.                    | Jagelló Katalin sz. 1526. XI. 1. † 1583. IX. 16. | Jagelló Katalin sz. 1526. XI. 1. † 1583. IX. 16. |
|                                                                       | 3                                                                     |                                                          |                                                          |                                                  |                                                  |                                                                 |                                                                 |                                                  |                                                  |
| Olbracht sz. 1527. IX. 20. zm. 1527. IX. 20.                          |                                                                       |                                                          |                                                          |                                                  |                                                  |                                                                 |                                                                 |                                                  |                                                  |

| 1. Luxemburgi Zsigmond lánya 2. Szapolyai János felesége, Szapolyai István János Zsigmond anyja |

## Származása
| Öreg Zsigmond (Kozienice, 1467. január 1.– Krakkó, 1548. április 1.) lengyel király | Apja: IV. Kázmér (Krakkó, 1427. november 30.– Grodno, 1492. június 7.) lengyel király | Apai nagyapja: Jagelló Ulászló (Vilnius, 1352/1362– Gródek, 1434. június 1.) lengyel király                            | Apai nagyapai dédapja: Algirdas (1296 körül –1377. május 24.) litván nagyfejedelem                 |
| Öreg Zsigmond (Kozienice, 1467. január 1.– Krakkó, 1548. április 1.) lengyel király | Apja: IV. Kázmér (Krakkó, 1427. november 30.– Grodno, 1492. június 7.) lengyel király | Apai nagyapja: Jagelló Ulászló (Vilnius, 1352/1362– Gródek, 1434. június 1.) lengyel király                            | Apai nagyapai dédanyja: Tveri Julianna (1325 körül –1391. március 17.)                             |
| Öreg Zsigmond (Kozienice, 1467. január 1.– Krakkó, 1548. április 1.) lengyel király | Apja: IV. Kázmér (Krakkó, 1427. november 30.– Grodno, 1492. június 7.) lengyel király | Apai nagyanyja: Zofia Holszańska (1405 körül – Krakkó, 1461. szept. 21.)                                               | Apai nagyanyai dédapja: Andrzej Holszański (? –1420 előtt)                                         |
| Öreg Zsigmond (Kozienice, 1467. január 1.– Krakkó, 1548. április 1.) lengyel király | Apja: IV. Kázmér (Krakkó, 1427. november 30.– Grodno, 1492. június 7.) lengyel király | Apai nagyanyja: Zofia Holszańska (1405 körül – Krakkó, 1461. szept. 21.)                                               | Apai nagyanyai dédanyja: Aleksandra Drucka (1380 körül –1426 körül)                                |
| Öreg Zsigmond (Kozienice, 1467. január 1.– Krakkó, 1548. április 1.) lengyel király | Anyja: Ausztriai Erzsébet (Bécs, 1437 körül – Krakkó, 1505. augusztus 30.)            | Anyai nagyapja: Ausztriai Albert (Bécs, 1397. augusztus 16.– Neszmély, 1439. október 27.) német, magyar és cseh király | Anyai nagyapai dédapja: IV. Albert (1377. szept. 19.–1404. szept. 14.) osztrák uralkodó herceg     |
| Öreg Zsigmond (Kozienice, 1467. január 1.– Krakkó, 1548. április 1.) lengyel király | Anyja: Ausztriai Erzsébet (Bécs, 1437 körül – Krakkó, 1505. augusztus 30.)            | Anyai nagyapja: Ausztriai Albert (Bécs, 1397. augusztus 16.– Neszmély, 1439. október 27.) német, magyar és cseh király | Anyai nagyapai dédanyja: Bajorországi Johanna Zsófia (1373 körül –1410. július 28.)                |
| Öreg Zsigmond (Kozienice, 1467. január 1.– Krakkó, 1548. április 1.) lengyel király | Anyja: Ausztriai Erzsébet (Bécs, 1437 körül – Krakkó, 1505. augusztus 30.)            | Anyai nagyanyja: Luxemburgi Erzsébet (Visegrád, 1409. október 7.– Győr, 1442. december 19.)                            | Anyai nagyanyai dédapja: Luxemburgi Zsigmond (1368. február 14.–1437. dec. 9.) német-római császár |
| Öreg Zsigmond (Kozienice, 1467. január 1.– Krakkó, 1548. április 1.) lengyel király | Anyja: Ausztriai Erzsébet (Bécs, 1437 körül – Krakkó, 1505. augusztus 30.)            | Anyai nagyanyja: Luxemburgi Erzsébet (Visegrád, 1409. október 7.– Győr, 1442. december 19.)                            | Anyai nagyanyai dédanyja: Barbara von Cilli (1392 körül –1451. július 11.)                         |